# O Processo (1993)
The Trial (prt: O Processo; bra: O Processo) é um filme britânico de 1993, dos gêneros drama suspense, dirigido por David Hugh Jones para a BBC, com roteiro de Harold Pinter baseado no romance homônimo de Franz Kafka.